# 안효섭 (의사)
안효섭(安孝燮, 1947년 ~ )은 대한민국의 의사이자 서울대학교 명예교수이다.

## 학력
- 1974 ~ 1983 서울대학교 대학원 의학(소아과학)전공 박사
- 1972 ~ 1974 서울대학교 대학원 의학(소아과학)전공 석사
- 1967 ~ 1971 서울대학교 의과대학 의학전공 학사

## 주요 경력
- 1982 ~ 2013 서울대학교 의과대학 교수
- 1983 ~ 1985 미국 UCLA 소아과 소아혈액종양분과 전임의
- 1991 ~ 1991 일본 Nihon 대학교 소아과 소아혈액종양연수 방문교수
- 1997 ~ 2000 서울대학교 의과대학 주임교수
- 1997 ~ 2000 서울대학교병원 소아과 과장

## 주요 학회 활동
- 2012. 1 ~ 2012. 1 대한혈액학회 회장
- 2009.10 ~ 2010.10 대한소아과학회 회장
- 2007. 9 ~ 2009. 8 대한조혈모세포이식학회 감사
- 2006. 8 ~ 2007. 8 대한조혈모세포이식학회 회장
- 2005.10 ~ 현재    대한소아혈액종양학회 고문
- 2005. 8 ~ 현재    Asia Hematology Association Board Member
- 2004.10 ~ 2006.11 대한혈액학회 감사
- 2002.10 ~ 2003.11 대한면역학회 회장
- 2001.10 ~ 2003.10 대한소아혈액종양학회 회장
- 1999.10 ~ 2001.10 대한소아혈액종양학회 부회장
- 1999. 6 ~ 2001. 5 대한조혈모세포이식학회 이사장
- 1989. 9 ~ 현재    대한암학회 이사

## 상훈
- 2006 대한소아혈액종양학회 학술공로상
- 2006 대한혈액학회 학술상
- 2004 대한조혈모세포이식학회 학술상
- 1993 국민훈장 동백장
- 1971 서울대학교 총장상

## 명의가 뽑은 명의 (2006년)
소아 백혈병의 대가
서울대 안효섭(6표)는 박인숙 교수와 함께 소아과 명의들이 뽑은 최고의 명의로 선정됐다. 안교수는 소아 혈액종양(백혈병)에서는 국내에서 선두주자다. 소아 혈액종양 분야에서만 연간 입원환자가 1300여명이고, 외래환자의 경우 연간 4000여명을 치료하고 있다.
안교수는 지난 20년간 300명 이상의 급성림프구성 백혈병 환아를 항암제 치료만으로 완치시켰으며, 최근 3년 반동안은 자가 말초혈액조혈모세포이식을 50차례 시행했다. 임상뿐 아니라 연구분야의 업적도 탁월하다. 그간 국내 소아과학 교과서를 비롯해 6권의 단행본 저술을 주도했고, 연구논문은 무려 213편에 달한다. 이중 8편은 국외 유명 학술지에 발표됐다.
안교수는 최근에 국내 제대혈은행 설립을 추진하고 있다. 주된 연구는 골수와 말초혈액에 미세 잔존암으로 종양세포가 남아 있는지에 관한 것이다. 이를 바탕으로 자가말초혈액 조혈모세포이식에 의한 급성백혈병과 신경모세포종의 생존율을 향상시키고자 노력하고 있다.

## 도서
- 홍창의 소아과학 (8판-12판)
- 소아암 [진단에서 완치까지/환자와 가족을 위한 정보], 대한교과서